# Фидел Рамос
Фидѐл Балдѐс Ра̀мос (на тагалог: Fidel Valdez Ramos, [pɪˈdɛl bɐlˈdɛs ˈɾamos]) е филипински генерал и политик.
Роден е на 18 март 1928 година в Лингайен в семейството на Нарсисо Рамос, адвокат, който по-късно е сред основателите на Либералната партия и достига до поста външен министър, а по майчина линия е втори братовчед на бъдещия дългогодишен диктатор Фердинанд Маркос. Завършва военно инженерство във Военната академия на Съединените щати и магистратура по строително инженерство в Университета на Илинойс в Ърбана-Шампейн. Служи в армията, включително в Корейската и Виетнамската война, достигайки в средата на 80-те години до поста на командващ жандармерията и заместник-началник на генералния щаб. Получава широка известност по време на Жълтата революция, когато съдейства за отстраняването на Фердинанд Маркос в разгара на масови протести срещу неговото управление. След революцията е началник на генералния щаб и военен министър, а от 1992 до 1998 година е президент на Филипините.
Фидел Рамос умира на 31 юли 2022 година в Макати от коронавирусна болест 2019.